# Ejido el Castillo
Ejido el Castillo är en ort i Mexiko, tillhörande Naucalpan de Juárez kommun i delstaten Mexiko. Ejido el Castillo ligger i den centrala delen av landet och tillhör Mexico Citys storstadsområde. Orten hade 1 062 invånare vid folkmätningen 2010. 2020 hade befolkningen ökat till 1 668 personer.